# Іан Мікаллеф
Іан Мікаллеф (нар. 6 вересня 1969 р. в м. Гзіра (Мальта) — мальтійський політик, з травня 2006 року є Президентом  Палати місцевих влад Конгресу Місцевих та Регіональних Влад  Ради Європи. 27 травня 2008 він був переобраний, отримавши, таким чином, новий дворічний мандат.
Маючи вищу юридичну освіту за спеціалізацією «Європейське право», І. Мікаллеф був муніципальним радником у м. Гзіра (Мальта) з 1994 року і президентом Асоціації органів муніципального управління  Мальти з 1996 р.
Політична кар'єра І. Мікаллеф на міжнародному рівні розпочалася у 1996 році, коли він очолив мальтійську делегацію в Конгресі місцевих та регіональних влад Ради Європи. З 2000 року він є також учасником Форуму територіальних колективів Співдружності.
Крім того, І. Мікаллеф був віце-президентом Комітету регіонів Європейського союзу та членом Ради з демократичних виборів Венеційської комісії  Ради Європи. У травні 2004 року він був обраний віце-президентом Конгресу Місцевих та Регіональних Влад Ради Європи.
Нарешті, він брав участь в організації численних конференцій в Раді Європи й виступав з доповідями про стан місцевої демократії.